# Tropidia nanhuae
Tropidia nanhuae är en orkidéart som beskrevs av W.M.Lin, Kuo Huang och Tsan Piao Lin. Tropidia nanhuae ingår i släktet Tropidia och familjen orkidéer. Inga underarter finns listade i Catalogue of Life.